# Primera División de México (1984/1985)
Rozgrywki 1984/1985 były 83. sezonem w historii ligi meksykańskiej, a 43. sezonem w historii profesjonalnej ligi meksykańskiej. Tytułu mistrzowskiego broniła América.

## Faza grupowa

### Grupa 1
| Lp. | Klub         | M  | Z  | R  | P  | B+ | B- | Pkt. | Uwagi        |
| --- | ------------ | -- | -- | -- | -- | -- | -- | ---- | ------------ |
| 1   | Club América | 38 | 17 | 12 | 9  | 53 | 40 | 46   | Ćwierćfinały |
| 2   | Club León    | 38 | 12 | 18 | 8  | 56 | 46 | 42   | Ćwierćfinały |
| 3   | Tigres UANL  | 38 | 13 | 9  | 16 | 41 | 45 | 35   |              |
| 4   | Toros Neza   | 38 | 8  | 12 | 18 | 44 | 58 | 28   |              |
| 5   | Club Necaxa  | 38 | 5  | 15 | 18 | 37 | 59 | 25   |              |

### Grupa 2
| Lp. | Klub              | M  | Z  | R  | P  | B+ | B- | Pkt. | Uwagi        |
| --- | ----------------- | -- | -- | -- | -- | -- | -- | ---- | ------------ |
| 1   | Pumas UNAM        | 38 | 25 | 5  | 8  | 71 | 38 | 55   | Ćwierćfinały |
| 2   | Club Atlas        | 38 | 16 | 11 | 11 | 55 | 51 | 43   | Ćwierćfinały |
| 3   | Tampico Madero FC | 38 | 17 | 8  | 13 | 65 | 58 | 42   |              |
| 4   | Ángeles de Puebla | 38 | 12 | 11 | 15 | 54 | 61 | 35   |              |
| 5   | Monarcas Morelia  | 38 | 6  | 18 | 14 | 37 | 55 | 30   |              |

### Grupa 3
| Lp. | Klub              | M  | Z  | R  | P  | B+ | B- | Pkt. | Uwagi        |
| --- | ----------------- | -- | -- | -- | -- | -- | -- | ---- | ------------ |
| 1   | U. de Guadalajara | 38 | 16 | 15 | 7  | 60 | 44 | 47   | Ćwierćfinały |
| 2   | Cruz Azul         | 38 | 17 | 13 | 8  | 53 | 38 | 47   | Ćwierćfinały |
| 3   | Atlante FC        | 38 | 17 | 10 | 11 | 51 | 44 | 44   |              |
| 4   | Atlético Potosino | 38 | 10 | 14 | 14 | 49 | 60 | 34   |              |
| 5   | CF Monterrey      | 38 | 10 | 12 | 16 | 50 | 68 | 32   |              |

### Grupa 4
| Lp. | Klub              | M  | Z  | R  | P  | B+ | B- | Pkt. | Uwagi        |
| --- | ----------------- | -- | -- | -- | -- | -- | -- | ---- | ------------ |
| 1   | Guadalajara       | 38 | 16 | 13 | 9  | 49 | 30 | 45   | Ćwierćfinały |
| 2   | Puebla FC         | 38 | 13 | 11 | 14 | 53 | 43 | 37   | Ćwierćfinały |
| 3   | Estudiantes Tecos | 38 | 12 | 12 | 14 | 52 | 50 | 36   |              |
| 4   | Deportivo Toluca  | 38 | 8  | 14 | 16 | 34 | 53 | 30   |              |
| 5   | Zacatepec         | 38 | 10 | 7  | 21 | 31 | 54 | 27   | Spadek       |

## Finały

### Ćwierćfinały
|  | Puebla | 2 – 0 | Pumas UNAM | Puebla |
|  |        |       |            |        |

|  | Pumas UNAM | 2 – 0 k. 5-3 | Puebla | Meksyk |
|  |            |              |        |        |

|  | León | 1 – 0 | U de Guadalajara | León |
|  |      |       |                  |      |

|  | U de Guadalajara | 2 – 1 k. 5-4 | León | Guadalajara |
|  |                  |              |      |             |

|  | Atlas | 1 – 1 | Cruz Azul | Guadalajara |
|  |       |       |           |             |

|  | Cruz Azul | 0 – 2 | Atlas | Meksyk |
|  |           |       |       |        |

|  | Guadalajara | 0 – 2 | América | Guadalajara |
|  |             |       |         |             |

|  | América | 1 – 0 | Guadalajara | Meksyk |
|  |         |       |             |        |

### Półfinały
|  | León | 3 – 3 | Pumas UNAM | León |
|  |      |       |            |      |

|  | Pumas UNAM | 2 – 0 | León | Meksyk |
|  |            |       |      |        |

|  | Atlas | 1 – 1 | América | Guadalajara |
|  |       |       |         |             |

|  | América | 0 – 0 k. 8-7 | Atlas | Meksyk |
|  |         |              |       |        |

### Finał
|  | América | 1 – 1 | Pumas UNAM | Meksyk |
|  |         |       |            |        |

|  | Pumas UNAM | 0 – 0 | América | Meksyk |
|  |            |       |         |        |

Konieczne było rozegranie trzeciego spotkania.
|  | América | 3 – 1 | Pumas UNAM | Meksyk |
|  |         |       |            |        |